# Regolit

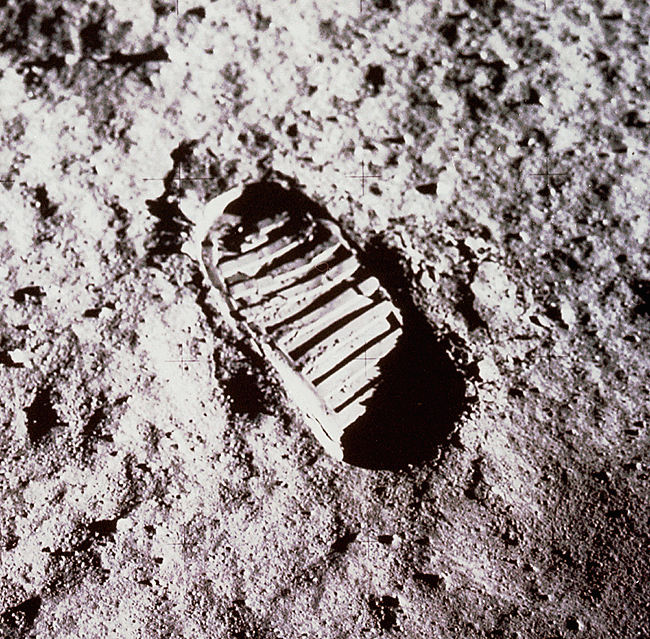
Otisk lidské boty v měsíčním regolitu

Regolit je označení vrstvy různorodého nezpevněného horninového materiálu, který pokrývá celistvé podloží. Regolit se vyskytuje jak na Zemi, Měsíci, některých planetkách, tak i na jiných planetách. Termín byl prvně definován G. P. Merrillem v roce 1897. Označení vzniklo spojením dvou řeckých slov rhegos (pokrývka) a lithos (kámen).
Regolit vzniká při dopadů meteoritů různé velikosti, které vrstvu neustále převracejí a míchají její obsah s vyvrženým materiálem během impaktu. Chemické složení je závislé na místním zdroji, který se v okolí nachází a ze kterého byla látka na regolit uvolněna.

## Na Zemi
Regolitem se občas označuje všechno, co se na Zemi nachází mezi původní horninou a okolní atmosférou, tato definice je tak velmi široká a zahrnuje jak půdu, tak nánosy, náplavy atd. V zemských podmínkách vzniká jako výsledek zvětrávání. Na zemském povrchu je regolit velmi důležitý, jelikož vytváří obytnou zónu pro živé organismy.

## Na Měsíci
Měsíc je pokrytý regolitem téměř celý, podložní horniny vystupují na povrch jen na některých místech poblíž příkrých kráterů a nebo lávových kanálů. Měsíční regolit začal vznikat před 4,6 miliardami let dopadem malých a velkých meteoritů, mikrometeoritů, působením slunečního a kosmického záření, které rozrušilo povrch. Extrémní teplotní přechody mezi osvětlenou a neosvětlenou stranou povrch zapekly a ztvrdily. Přibližně 90 % hornin tvořících měsíční regolit pochází z lokálního zdroje, zbylých 10 % připadá na horniny pocházející z jiné oblasti Měsíce (8 %) či z meteoritů (2 %).
Jeho současné složení je na světlých částech obohaceno o vápník a hliník a v tmavých mořích o titan, železo a hořčík. V oblasti měsíčních moří dosahuje regolit hloubky 4,5 metru, v nejstarších horstvech 10–15 metrů (jiný zdroj uvádí až 20 metrů). Pod touto vrstvou se nachází přechodná vrstva, která je tvořená rozpukaným podložím, což mají za následek dopady cizích těles na povrch. Tato část se často nazývá megaregolit. Průměrná hustota regolitu dosahuje na povrchu Měsíce okolo 1400 kg/m³, a směrem do hloubky rychle narůstá. V jednom metru pod povrchem je hustota regolitu již 2000 kg/m³.
Před přistáním člověka na Měsíci panovaly velké obavy, že by vrstva regolitu nemusela udržet váhu přistávacího modulu a ten se zabořil, případně byl zcela pohlcen. Nicméně se později ukázalo, že regolit má vysoký koeficient vnitřního tření, který způsobuje, že má dostatečnou únosnost. Na motivy tohoto problému napsal Arthur C. Clarke sci-fi knihu Měsíční prach. Po přistání se ale ukázalo, že regolit je tak tvrdá vrstva, že při zarážení sond pro pořizování geologických vzorků bylo někdy potřeba kladivo.
Předpokládá se, že regolit je velmi bohatý na helium-3, které se do něj po miliardy let ukládá ze slunečního větru. Některé studie se již zabývají jeho těžbou, zpracováním a použitím při výrobě energie. Nejlépe prozkoumaným regolitem je měsíční regolit, jehož vzorky dopravily na Zemi automatické sondy a astronauti během programu Apollo.

## Na planetkách

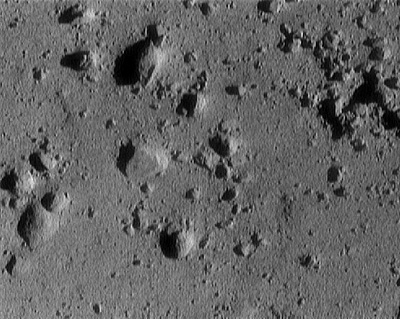
Fotografie byla pořízena jen 250 metrů nad povrchem planetky Eros. Obrázek má pouze 12 metrů napříč.

Regolit, který vznikl dopadem meteoritů, mají na svém povrchu také planetky, jak ukázaly fotografie povrchu planetky Eros pořízená sondou NEAR Shoemaker. Podobné překvapivé záběry přinesla i japonská sonda Hayabusa z asteroidu, u kterého se předpokládalo, že má příliš malou gravitaci, aby si mohl vyvržené částice udržet.